# Gouffre de Padirac
La sima de Padirac (en francés: gouffre de Padirac) es una sima situada cerca de Gramat, en el departamento de Lot, en Francia. El río subterráneo de Padirac es un afluente del río Dordoña. Su principal resurgimiento se encuentra en la fuente Saint-Georges, en Montvalent.
La formación de la sima, debida a un hundimiento de la bóveda, no está fechada en una época indeterminada. Se sabe que existía en siglo III d. C. y que fue habitada hacia el final del siglo XIV y al final del siglo XVI, época durante la cual los autóctonos sacaban salitre, ya que la vinculaban con el diablo.
La sima tiene aproximadamente 99 m de desnivel con respecto al borde de la abertura de acceso, con un diámetro de aproximadamente 35 m. La cueva, a una profundidad de 103 m, contiene un sistema fluvial subterráneo que en parte es recorrible  en barca. Este sistema de cuevas es considerado como «uno de los fenómenos naturales más extraordinarios del Macizo Central».

## Historia
El célebre espeleólogo Édouard Alfred Martel fue el descubridor de la sima de Padirac y de su río, exploró 2400 m de la misma por vez primera los días 8, 9 y 10 de julio de 1889, acompañado de Louis Armand, Emile Foulquier y Gabriel Gaupillat. El descubrimiento de la sala del "Grand Dôme" ocurrió el 9 de septiembre de 1890. 
Las primeras visitas tuvieron lugar el 1 de noviembre de 1898. La inauguración oficial fue organizada el 10 de abril de 1899 bajo la presidencia del Ministro de la Instrucción Pública, Georges Leygues, y en presencia del Ministro de Bellas Artes y de los notables de la región. 
El 7 de mayo de 1939, el recorrido de la visita de Padirac fue alargado 300 m y permitió a los visitantes volver al lago de la Pluie [lago del Lluvia], pasando por una cornisa situada a 47 m del nivel del río. Los visitantes pueden acceder al sistema de cuevas bajo tierra descendiendo 75 m en ascensor o por escaleras, y luego explorar el sistema de cuevas a pie y en bote. La parte accesible es de solamente 2 km.
Padirac tiene el récord de la instalación turística subterránea más visitada de Francia, con más de 350.000 visitantes al año, y con un récord de 460.000 visitantes en 1991.
Las diversas expediciones espeleológicas han permitido descubrir aproximadamente 41 km de subterráneos.